# Pekka Johansson
Paavo „Pekka” Johansson, później Jaale (ur. 21 października 1895 w Helsinkach, zm. 5 grudnia 1983 tamże) – fiński lekkoatleta, który specjalizował się w rzucie oszczepem.
Dwukrotny uczestnik igrzysk olimpijskich – Antwerpia 1920 oraz Paryż 1924. Podczas swojego pierwszego olimpijskie startu zajął 3. miejsce i zdobył brązowy medal. Cztery lata później – w Paryżu – był ósmy. Rekord życiowy: 64,64 (1919).